# Sona (Prison Break)
Pour les articles homonymes, voir Sona.
Sona est le quarante-quatrième épisode du feuilleton télévisé Prison Break, c'est le vingt-deuxième et dernier épisode de la deuxième saison.

## Résumé
Michael Scofield (Wentworth Miller) est au Panama à bord de son bateau, le Christina Rose. Il repense à tout ce qu'il a déjà dû faire pour sauver son frère Lincoln Burrows (Dominic Purcell). Un garçon du coin, Chaco, essaye de lui vendre des joints et des champignons, mais Michael le renvoie. Lorsqu'il le contacte, Alexander Mahone (William Fichtner), l'ex-agent du FBI lui promet la vie de son frère en échange du bateau et de l'argent de Westmoreland. Michael lui demande si cela se passera de la même façon que lors des interpellations de John Abruzzi, David « Tweener » Apolskis et Charles « Haywire » Patoshik. Mahone répond que lui aussi est en fuite et qu'il pourrait passer plus de temps que Michael en prison. Il rappelle qu'il est avec Lincoln dans un entrepôt de Panama City et que Michael doit se dépêcher.
À Chicago dans l'Illinois, l'ex-agent des services secrets Paul Kellerman (Paul Adelstein) témoigne devant la cour qui doit juger Sara Tancredi. Il explique qu'il a piégé Lincoln Burrows sur ordre de l'ancienne Vice-présidente Caroline Reynolds. Quand l'accusation lui demande ce que cela à avoir avec Sara, Kellerman répond qu'elle avait raison de s'enfuir car il avait pour ordre de la tuer. Après son témoignage, l'accusation décide d'abandonner toutes les charges portant sur Sara Tancredi et préfère poursuivre Kellerman. Il est rapidement menotté par un huissier. « I literally don't know what to say to you. » (« Je ne sais vraiment pas quoi vous dire »), dit Sara en état de choc. « It's been good knowing you, Sara. » (« J'ai apprécié notre rencontre, Sara »), répond-il.
L'agent William Kim interroge Mahone par téléphone. Mahone dit qu'il aura Scofield et Burrows avant même que Kim n'arrive au Panama.
Michael laisse un message d'adieu pour Sara, s'attendant à ce qu'elle ne le reçoive même pas. La jeune femme est avec l'ancien conseiller de son père, Bruce. Un journaliste annonce que Lincoln Burrows est blanchi pour son accusation de meurtre. Elle essaie alors de rappeler Michael, mais il ne répond pas car il est en train de conclure un marché avec Chaco, le garçon qu'il a rencontré plus tôt.
William Kim rencontre l'énigmatique « Pad Man » dans une limousine. Le nom de "Sona" est de nouveau prononcé et le message final de « Pad Man » pour Kim est « Just one is needed. » (« Nous n'avons besoin que d'un seul »). Kim s'en va alors remplir sa mission.
Dans l'entrepôt, Mahone téléphone à son ex-femme Pam. Elle semble ne pas être certaine de vouloir revenir avec son ex-mari. Elle lui dit que ça pourrait ne pas marcher, que tout ne peut pas redevenir comme avant. Mahone est d'accord, pendant que Lincoln dévisse lentement le tuyau attaché à une de ses menottes.
Dans l'hôpital de Panama City, Fernando Sucre (Amaury Nolasco) se remémore les moments passés avec sa petite amie Maricruz Delgado. Il quitte l'hôpital sans le consentement des médecins et appelle l'ambassade américaine. Il cherche Brad Bellick (Wade Williams), qui est en cellule vociférant pour obtenir un avocat. Il tombe sur T-Bag et les deux se disputent. Brad Bellick est emmené, menottes aux poignets.
Le jeune Chaco emmène Michael voir Dejesus et sa bande, à bord d'un bateau amarré à quai. Quand Michael dit vouloir conclure un marché, Dejesus gifle Chaco et le rabroue pour avoir amené un agent américain sur son bateau, puis il pointe Michael avec son pistolet. Michael dit à Dejesus de chercher "Michael Scofield" sur internet. Un homme de main de Dejesus s'exécute à l'aide de son ordinateur portable et trouve un dossier avec une récompense de 100 000$ offerte pour sa capture. Michael dit qu'il a plus à offrir que 100 000$.
Sucre cherche le lieu appelé "Recolada Station". Avant qu'il ne puisse y arriver, il voit Bellick se faire emmener. Quand il se met à pleurer pour Maricruz, Bellick lui répond qu'il peut lui dire où elle se trouve s'il l'aide à s'en sortir. A moitié effondré, Sucre finit par tomber par terre alors même que Bellick est emmené au loin.
Michael amarre son bateau et prend avec lui l'argent. Mahone brandit son arme à l'arrivée de Michael. Michael répond sèchement que Mahone devrait changer le nom du bateau car sa mère n'aimerait pas le voir ainsi. Mahone est d'accord et il téléphone à la police pour les informer qu'un asiatique bien habillé vient d'être assassiné par deux américains. Michael demande à Mahone de laisser son frère s'en aller, alors que Mahone exige l'argent pour toute réponse. Kim arrive dans l'entrepôt et ses hommes se montrent avant que Mahone ne puisse le prendre au piège. Lincoln se libère en dévissant le tuyau auquel il était attaché. Les deux frères s'enfuient alors que Mahone tue deux agents du Cartel et s'échappe avec le bateau de Michael.
Kellerman porte la combinaison orange des prisonniers attendant pour son transfert. L'officier conduisant le fourgon dit qu'un voyant s'est allumé et s'arrête sous un pont. Avec un sourire, Kellerman entreprend de dérider son gardien avec l'histoire des résistants français qui considéraient que sourire pendant sa capture et sa mort était le plus grand honneur qu'on puisse avoir. Quand la porte arrière s'ouvre, des hommes masqués et armés se préparent à l'abattre. « Took you long enough » (« Vous en avez mis du temps »), leur dit Kellerman avec un sourire. De nombreux coups de feu sont tirés sous le pont mais le sort de Kellerman demeure incertain.
Au pont du Gatun Lake Panama Canal, Mahone est arrêté par la police. Ils disent que le bateau a été confisqué pour activités illégales. La police monte à bord et trouve une grosse quantité de cocaïne. Mahone est rapidement menotté.
Lincoln et Michael marchent à travers la forêt tropicale. Lincoln croit qu'avec une telle quantité de cocaïne, Mahone restera en prison pour au moins dix ans. Chaco respecte son engagement, un bateau plus petit et plus austère est amarré à un quai voisin. « She's very pretty. » (« Elle est très jolie. »), dit Chaco. « She'll take us where we need to go. » (« Elle nous emmènera où on a besoin d'aller. ») répond Michael. « Not the boat, señor. » (« Pas le bateau, señor. ») dit Chaco. Michael voit alors Sara émerger du bateau. Les jeunes gens s'enlacent et Sara raconte aux deux frères que Lincoln est blanchi, que Paul Kellerman a avoué son rôle et que le conseiller de son père Bruce dit que Michael ne sera probablement pas poursuivi non plus.
Alors que Sara cherche une boisson et que Lincoln retire ses menottes, Kim surgit, mettant en joue les deux frères. Ils lui proposent l'argent mais Kim l'envoie d'un coup de pied à l'eau, appelant ces cinq millions de la « pocket change » (« menue monnaie ») et les informe que la police va arriver. Avant qu'il ne puisse tuer Lincoln, Sara l'abat et il tombe, inconscient, dans l'eau. Des sirènes de police se mettent instantanément à hurler et le trio s'enfuit. Lincoln est séparé des deux autres et alors qu'ils se mettent à courir à travers la forêt, Lincoln se retrouve dans un ancien chantier naval dans lequel il se cache.
Sara et Michael se retrouvent dans une cabane abandonnée mais la police les encercle aussitôt. Michael essaye de calmer Sara, lui dit que leur heure viendra, qu'ils expliqueront simplement leur histoire à la police et qu'on les laissera partir. « I love you. » (« Je t'aime. ») dit Sara à Michael. « I love you too, Sara. » (« Je t'aime aussi, Sara. ») lui répond-il.
Ils quittent la cabane ensemble mais Michael prend en otage la jeune femme. Il la lâche, jette le pistolet par terre et dit à la police qu'il est responsable du coup de feu. Sara hurle qu'il n'a rien fait, mais ils emmènent Michael en garde à vue.
Mahone, en garde à vue, appelle Pam et lui demande de l'oublier. Puis il raccroche en pleurant tandis que sa femme est bouleversée.
Lincoln va se renseigner pour savoir si Sara est encore au poste de police. Un officier lui répond qu'elle vient d'être relâchée. Lincoln fait un tour et la recherche dans les rues. Il finit par la voir, l'appelle mais elle ne semble pas l'entendre. Il avise un homme debout devant une voiture en stationnement, qui semble prêt à suivre Sara. Puis elle disparaît de sa vue.
Pendant ce temps, T-Bag semble soulagé, un homme du Cartel le rencontre dans sa cellule. T-Bag dit à l'homme que puisqu'ils ont Scofield maintenant, le marché qu'ils ont conclu stipule que l'on doive le libérer. Mais l'homme lui répond froidement avant de s'en aller qu'il s'est fait attraper. Hors de lui, T-Bag hurle après l'homme qui s'en va.
Durant la nuit, Michael et Mahone sont emmenés à bord d'un fourgon de police en prison.
À Long Island, New York, au Centre de Recherche de Basil Island, l'énigmatique « Pad Man » se tient dans une zone stérile, tout en blanc. Un sous-fifre apparaît, l'appelle « Général » et l'informe que Scofield a été capturé mais il répond : « He'll break out, it's in his blood » (« Il s'évadera, c'est inné chez lui »). Le Général ajoute « That's exactly what we want him to do » (« C'est exactement ce que nous voulons qu'il fasse »), insinuant que cette évasion fait partie de son plan.
Michael se retrouve dans l'horrible prison "Penitenciaría Federal de Sona", aux conditions de vie déplorables et aux compagnons de cellules inquiétants qui le dévisagent. Bellick entièrement nu est couché par terre, tremblant. Au bout du hall, Michael franchit une autre porte menant à l'extérieur et à la pluie, il s'approche d'une lumière aveuglante.

## Informations complémentaires

### Chronologie
- Les évènements de cet épisode se déroulent le 15 juin puis le 16 juin.

### Culture
- Le titre original de cet épisode, « Sona » est le nom du pénitencier situé au Panama dans lequel se déroule l'action de la saison suivante.

- Lorsque tous deux se retrouvent dans la même cellule, Bellick remarque le sourire mystérieux de T-Bag et le lui fait remarquer : « That Siamese cat grin just makes me want to open you up even more. » (« Ce sourire de chat siamois me donne encore plus envie de te tirer les vers du nez »). T-Bag lui répond alors « It's cheshire, chesire cat. » (« C'est Cheshire, le chat du Cheshire »). Le chat du Cheshire est un personnage du roman pour enfants Alice au pays des merveilles de Lewis Carroll. Il a la particularité de devenir invisible en ne laissant apparaître que son sourire.

### Divers
- Rockmond Dunbar (C-Note) n'apparaît pas dans cet épisode.

- Comme dans le premier épisode du feuilleton, Michael Scofield se retrouve de nouveau en prison. Mais cette fois-ci, il n'a aucun plan et ses tatouages ne lui sont d'aucune utilité. Il est accusé du meurtre de Kim.

- Dans l'épisode précédent, Michael dit à Lincoln que l'hôtel Fin Del Camino à Panama se trouve à seulement une heure de route du bateau. Mais dans cet épisode, Michael dit Mahone qu'il lui faut au moins vingt-quatre heures pour rejoindre le port situé juste à l'extérieur de Panama. Il s'agit sans doute d'une tentative de Michael pour gagner du temps et non d'une erreur.
- Lincoln et Michael sont officiellement innocentés et se retrouvent libres. Sucre est officiellement le dernier évadé de Fox River encore en fuite.

- Sona est tiré des prisons célèbres du Pérou Canto Grade (Lurigancho) et Santa Maria où les gardiens ne surveillent que les murs d'enceinte.

### Erreurs
- Lorsque Michael est amené à Sona, on peut voir plusieurs plantes à l'extérieur des murs de la prison. Or, dans la saison 3, dans le no man's land, il n'y a aucune plante ni aucun obstacle d'aucune sorte.

## Audiences et accueil critique
Aux États-Unis, cet épisode a été suivi par 8,01 millions de téléspectateurs. C'est l'une des plus mauvaises audiences depuis le début de la diffusion du feuilleton. Toutefois, ce résultat peut être imputable à la finale du championnat de basket (Floride contre Ohio) qui était diffusée le même soir